# Abraão de Antioquia
 Abraão de Antioquia  foi um heresiarca do século IX que negava a divindade de Jesus Cristo. Seus seguidores, próximos do paulicianos, eram chamados abraamitas ou brachiniah.